# Jacques Denis Laporte
Pour les articles homonymes, voir Laporte.
Jacques Denis Laporte est un homme politique français né le 8 avril 1762 à Sarniguet (Hautes-Pyrénées) et décédé le 25 septembre 1843 dans la même ville.

## Biographie
Commissaire près du tribunal criminel des Hautes-Pyrénées sous la Révolution, il est substitut à la Cour d'appel de Pau en 1811 puis procureur général. Il est député des Hautes-Pyrénées pendant les Cent-Jours, en 1815. Il est le père de Jean Marie Louis Laporte, ancien député des Hautes-Pyrénées.

## Sources
- « Jacques Denis Laporte », dans Adolphe Robert et Gaston Cougny, Dictionnaire des parlementaires français, Edgar Bourloton, 1889-1891 [détail de l’édition]